# الحب يكمن النزيف
الحب يكمن النزيف (الإنجليزية: Love Lies Bleeding) هو فيلم رومانسي، وفيلم إثارة، وفيلم جريمة، و صَدَرَ في 20 يناير 2024، في مهرجان صندانس السينمائي 2024. الفيلم من إنتاج إيه 24، وفيلمفور برودكشنز ‏، و، و، وتولّت موزينت ‏، وليونزغيت، و، وإيه 24 توزيعه، وهو من إخراج ، أما السيناريو فكان من كتابة ، وفيرونيكا توفيليسكا ‏.

## القصة
تقع أحداث الفيلم في الولايات المتحدة، ولاس فيغاس.

## طاقم التمثيل
- كريستين ستيوارت، بدور
- كيث جاردين
- آنا باريشنيكوف
- ديف فرانكو
- جينا مالون
- كاتي ام. اوبرين  [لغات أخرى]‏، بدور
- إد هاريس، بدور

## الإنتاج
صوّر الفيلم في ألباكركي .
موسيقى الفيلم التصويرية كانت من تأليف كلينت مانسيل.

## وصلات خارجية
- الحب يكمن النزيف على موقع IMDb (الإنجليزية)
- الحب يكمن النزيف على موقع ميتاكريتيك (الإنجليزية)
- الحب يكمن النزيف على موقع روتن توميتوز (الإنجليزية)
- الحب يكمن النزيف على موقع ألو سيني (الفرنسية)
- الحب يكمن النزيف على موقع أول موفي (الإنجليزية)
- الحب يكمن النزيف على موقع فيلمافينيتي (الإسبانية)
- الحب يكمن النزيف على موقع قاعدة بيانات الأفلام السويدية (السويدية)
- الحب يكمن النزيف على موقع قاعدة بيانات الفيلم (الإنجليزية)
- الحب يكمن النزيف على موقع ليتربوكسد (الإنجليزية)
- الحب يكمن النزيف على موقع كينوبويسك (الروسية)